# Basilika St. Thomas Apostel (Nowe Miasto Lubawskie)

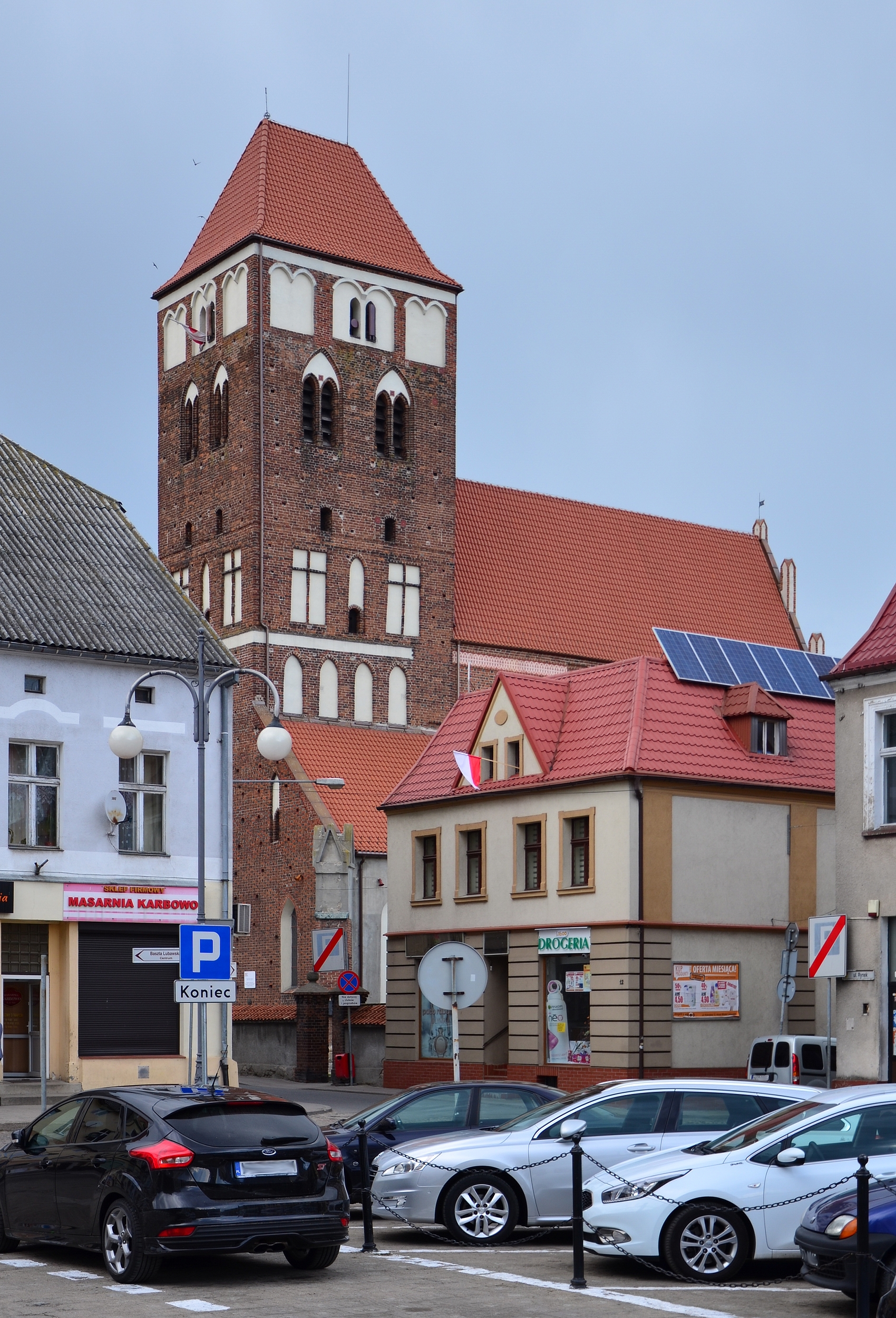
Basilika St. Thomas Apostel

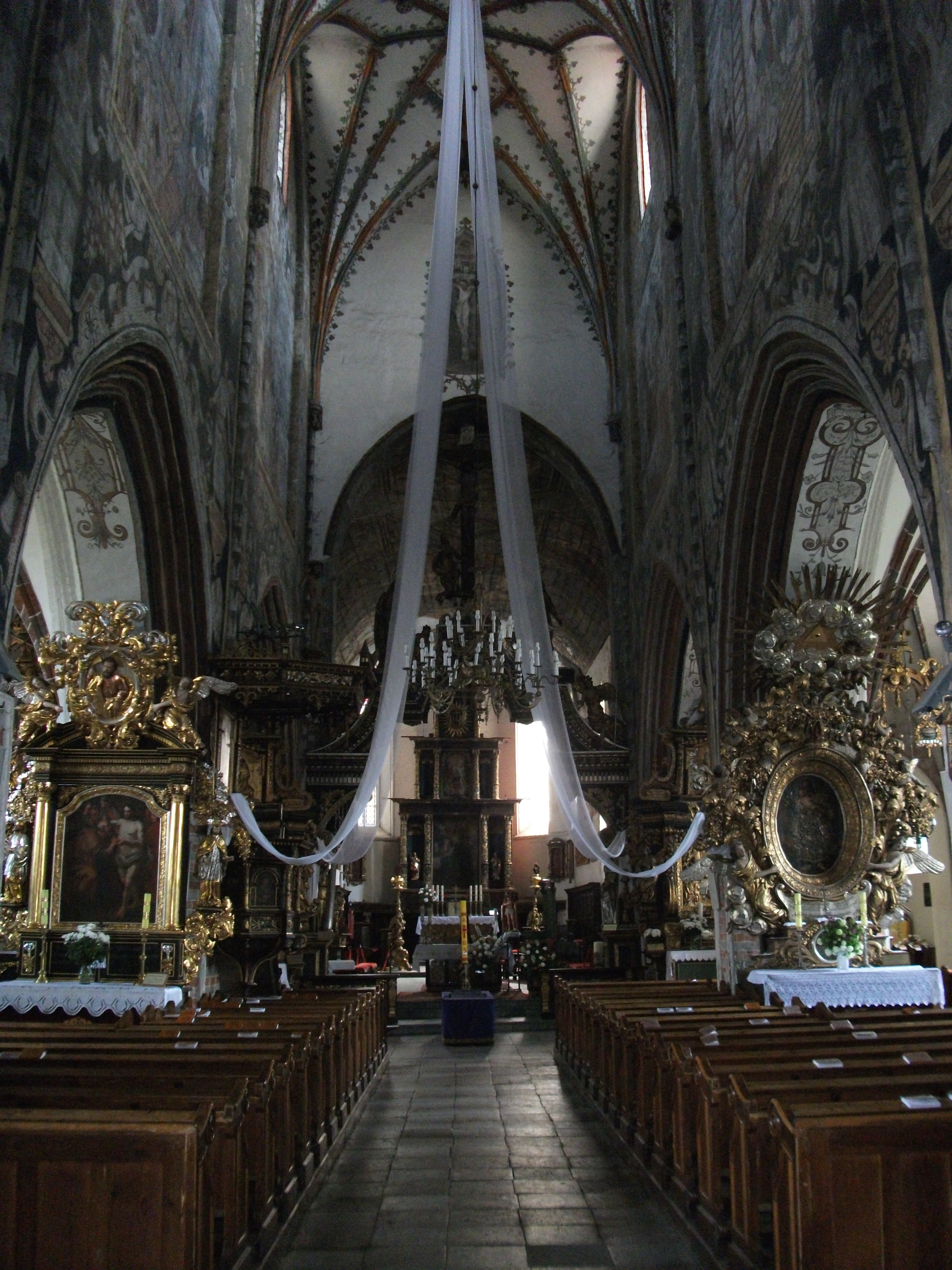
Innenraum

Die Basilika St. Thomas Apostel (polnisch Bazylika św. Tomasza Apostoła) ist eine römisch-katholische Pfarrkirche in Nowe Miasto Lubawskie in der nordpolnischen Woiwodschaft Ermland-Masuren. Die nach dem Apostel Thomas benannte Kirche des Bistums Toruń trägt die Titel einer Basilica minor und einer Stiftskirche. Die gotische Kirche aus dem 14. bis 15. Jahrhundert steht unter Denkmalschutz.

## Geschichte
Der Bau der Kirche wurde nach 1325 mit der Errichtung der zwei westlichen Joche des ursprünglich rechteckig geschlossenen Chores begonnen. Bis 1350 wurde ein pseudobasilikales Kirchengebäude mit niedrigen, achteckigen Pfeilern gebaut. Weiter wurden der untere Teil des Turms, ursprünglich mit einem großen Fenster über dem Portal, und ein polygonaler Turm am nördlichen Teil der Fassade gebaut. In der zweiten Hälfte des 14. Jahrhunderts wurde das Hauptschiff durch die Bauform einer Basilika auf ein Innenmaß von 17,8 Meter erhöht, die Seitenschiffe wurden 7,7 Meter hoch. Dabei entstanden auch die Kapitelle sowie das Maßwerk und die Gewölbestützen. Zu dieser Zeit wurden auch der Giebel des Kirchenschiffs mit dem Kirchturm und die Stellen der nicht realisierten Schildbögen geschaffen. Nach 1400 wurde der Altarraum um eine dreiseitige Apsis erweitert und mit einem Dachboden mit Verblendung und Wimperg über dem Abschluss gekrönt. Nach 1460 wurde das Hauptschiff mit einem vierrippigen Sterngewölbe überdacht und der Turm auf 40 Meter erhöht. Die 54 Meter lange Kirche hat eine Breite von 19 Metern. Die Dekorationen im Inneren der Kirche wurden im Mittelalter, Manierismus und Barock mit Wandpolychromien ausgeführt.
Anfang des 17. Jahrhunderts wurde in der Ecke zwischen dem Südschiff und dem Chorraum eine Grabkapelle der Familie Działyńskich hinzugefügt. Infolge des Brandes der Kirche in Łąka im Jahre 1882 wurde die berühmte Statue der Seligen Jungfrau Maria in die Pfarrkirche in Nowe Miasto gebracht.
Papst Paul VI. verlieh der Kirche 1971 den Status einer Basilica minor. Am 25. März 2012 wurde in der Basilika das Kollegiatskapitel Nowomiejską ika gegründet, womit die Kirche den Rang einer Stiftskirche erhielt. Sie liegt am Abschnitt des polnischen Jakobswegs von Allenstein nach Toruń.

## Ausstattung
Bedeutende Teile der Kirchenausstattung sind das spätgotische Triptychon aus der ersten Hälfte des 16. Jahrhunderts und der Hauptaltar von etwa 1630. Erwähnenswert sind der gotische Grabstein des Kunona von Liebenstein († 1391) und der Renaissancegrabstein von Nikolaus Dzialynski († 1604). In das Gehäuse der Orgel von 1610 wurde 1909 ein neues Instrument durch den Orgelbauer Bruno Goebel erstellt. Ihre 27 Register werden über zwei Manuale und Pedal gespielt.